# Gaisburg
Gaisburg ist ein Stadtteil im Stuttgarter Stadtbezirk Stuttgart-Ost. Der historische, nun stark industrialisierte Stadtteil liegt am Neckar östlich der Stadtmitte.

## Geschichte

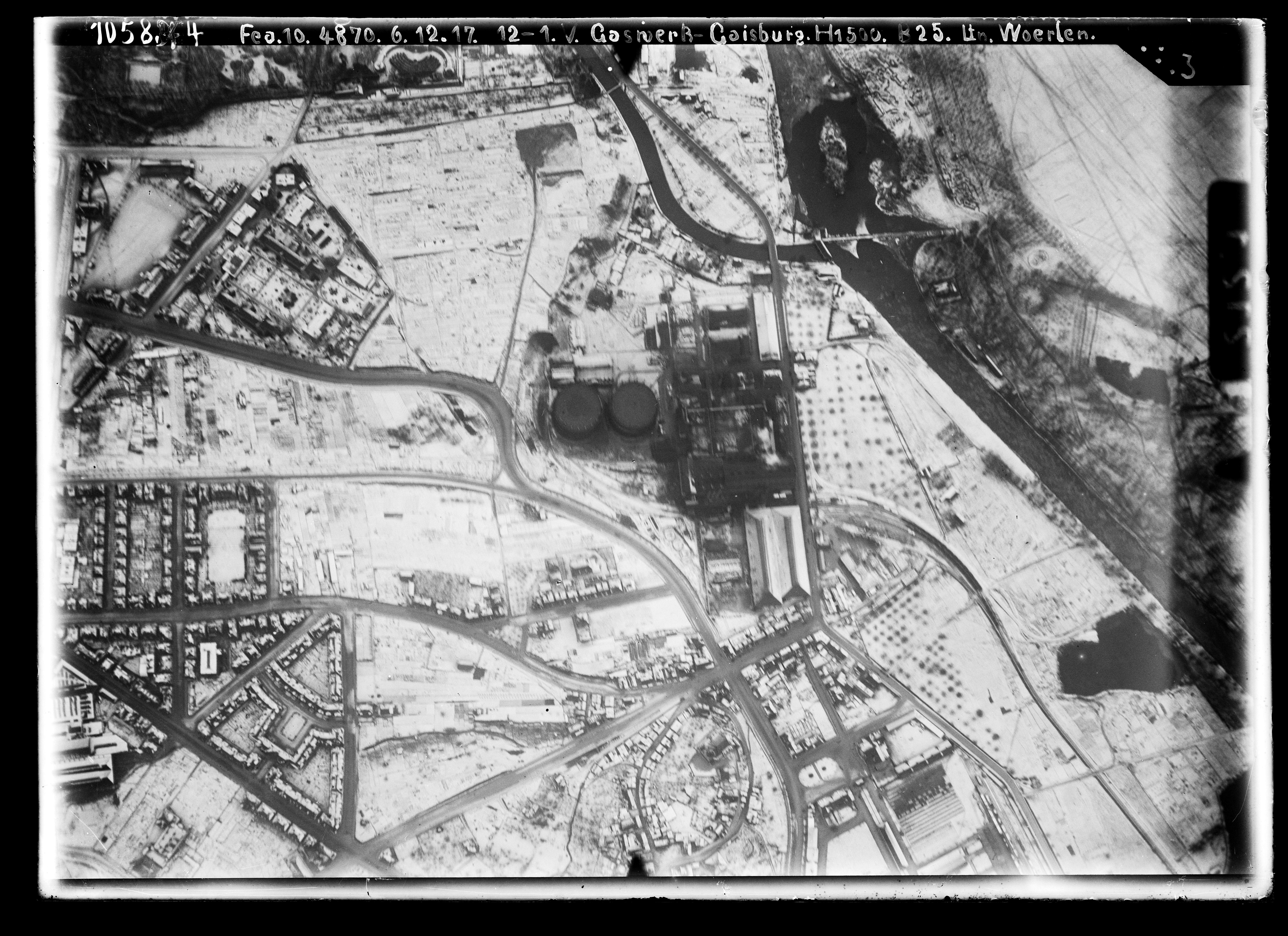
Luftbild des Gaisburger Gaswerks, Dezember 1917

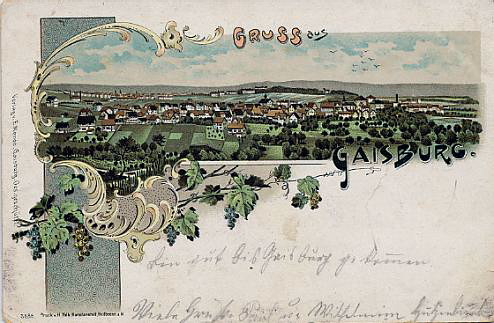
Gaisburg um 1905

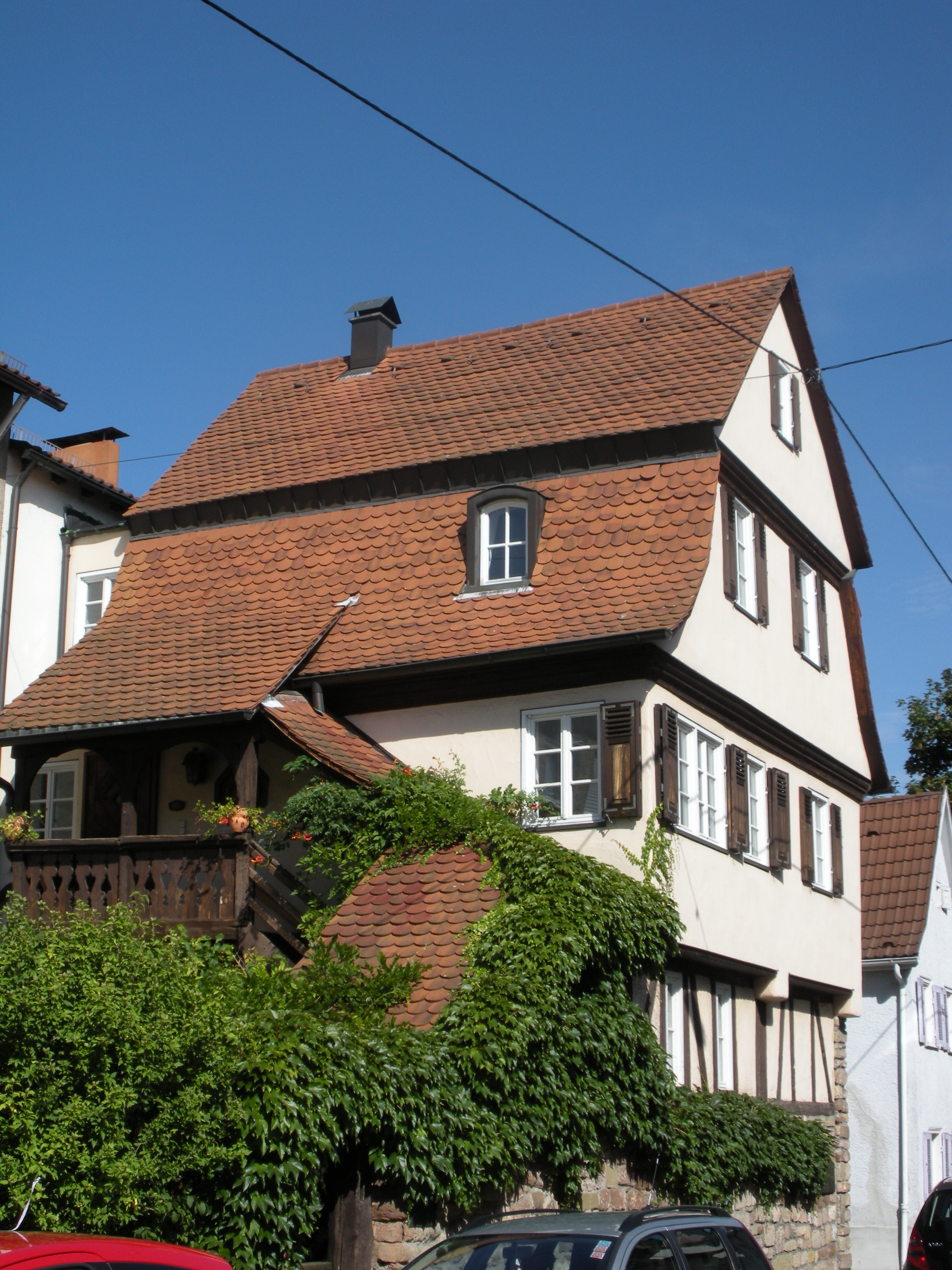
Ältestes Haus in Gaisburg

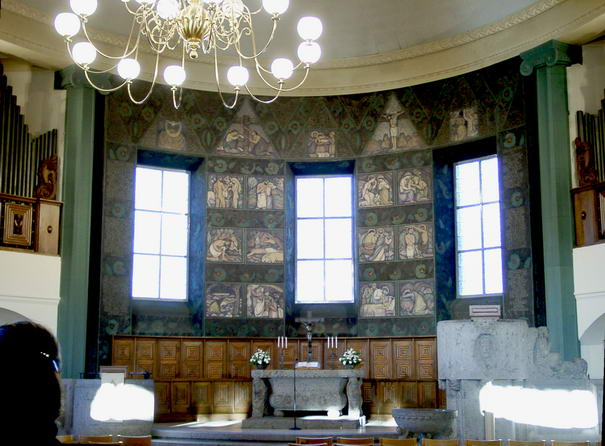
Wandmalereien in der Evang. Stadtpfarrkirche in Gaisburg

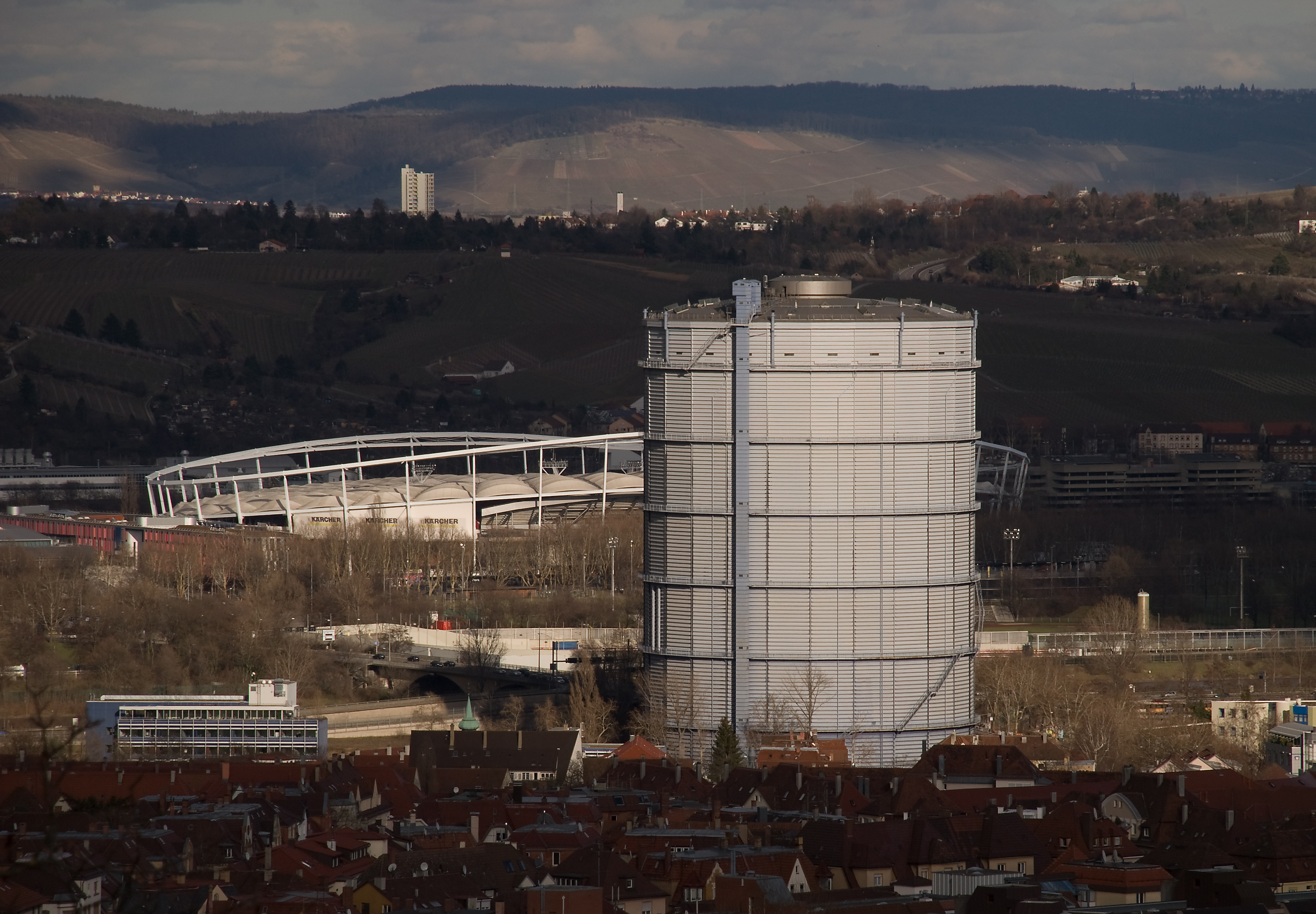
Gaskessel in Gaisburg

Der Ortskern geht auf eine im 11. oder 12. Jahrhundert entstandene Burgsiedlung zurück, die im Schutze der Burg Gaisburg entstanden ist. Bis zur Eingemeindung nach Stuttgart am 1. April 1901 war Gaisburg eine selbstständige Gemeinde. Der benachbarte Stadtteil Berg ist ebenso alt, gehörte aber zur herzoglichen Rentkammer und kam schon 1836 zur württembergischen Landeshauptstadt.
Durch ihre Mühlen war die Siedlung schon früh ein wichtiger Standort der Industrie. Im Gefolge der Industriellen Revolution entstanden im 19. Jahrhundert mehrere Wohnsiedlungen und Gaisburg wurde zu einem weitgehend geschlossen bebauten Gebiet.

## Bauwerke
- Burg Gaisburg (abgegangen): Die Burgstelle wird an der Stelle der evangelischen Stadtpfarrkirche vermutet.
- Schloss Gaisburg (abgegangen): An der Ecke Comburgstraße/Alfdorfer Straße stand das 1618 erbaute Schloss Gaisburg, das von Lutz von Mennlishagen erbaut wurde. Heute ist davon nichts mehr erhalten.[1]

- Die Evangelische Stadtpfarrkirche Gaisburg wurde von 1910 bis 1913 unter dem Architekten Martin Elsaesser erbaut und beherbergt die spätgotische „Gaisburger Apostelgruppe“. In der Apsis befinden sich monumentale Wandmalereien von Käte Schaller-Härlin.

- Die katholische Kirche Herz Jesu (eine der größten Basiliken der Diözese Rottenburg/Stuttgart) von 1934, siehe Kirchen in Stuttgart

- Alter Schlachthof: Das im Mai 2010 eröffnete Schweinemuseum am ehemaligen Schlachthof zeigt 37.000 Exponate zum Thema Schwein aus aller Welt.

- Gaisburger Brücke: Die 1953 wiedereröffnete Gaisburger Brücke führt über die B 10/B 14 und den Neckar und verbindet Gaisburg mit dem Stadtbezirk Bad Cannstatt. 1989 wurde sie überregional bekannt, als ein liberianischer Asylbewerber auf der Brücke zwei Polizisten mit einem Bajonett erstach und daraufhin von drei weiteren Polizisten erschossen wurde. Dieser Vorfall löste Forderungen nach einer Verschärfung der Abschiebepraxis aus. Im Jahr 1999 erschien der Film Otomo, der die letzten Stunden des Amokläufers nacherzählt.

- Waldheim Gaisburg: Die Erholungs- und Veranstaltungsstätte ging 1911 aus einer Selbsthilfeorganisation der Arbeiterbewegung hervor. Es inkludiert eine Gaststätte, Garten und Spielplatz und diente früher u. a. als Treffpunkt nach den 1.-Mai-Kundgebungen, heute auch für Kultur- und Freizeit-Aktivitäten. Eine ähnliche Ausrichtung hat das Sillenbucher Waldheim auf der Filder-Hochebene.

- Gaswerk Stuttgart-Gaisburg: Die Anlage der EnBW-Gas GmbH liegt im Neckartal an der Bundesstraße 10 und erzeugte von 1874 bis 1972 Stadtgas mittels Kohlevergasung. Die regelmäßige Dampfwolke der Kohlevergasung prägte den Begriff „Gaisburger Regen“. Sie entstand bei jedem Ablöschen des Koks und ging dann meist als Niederschlag über Gaisburg nieder. Das Wahrzeichen der Anlage ist der 100 Meter hohe Gasometer. Der erste Bau von 1928 wurde 1944 bei einem Luftangriff zerstört und 1949 von MAN wiedererrichtet. Er war bis zum 31. August 2021 Europas größter noch in Betrieb befindlicher Scheibengasbehälter und steht unter Denkmalschutz. Seit 1. September 2021 ist die Anlage offiziell stillgelegt. Seit 1972 wird in Gaisburg kein Gas mehr erzeugt, sondern nur mehr gespeichert. Zwei Flüssiggas-Kugelbehälter wurden 1978 errichtet und 2009 abgebaut. Am 31. August 2021 wurde der Gaskessel offiziell außer Betrieb genommen. Ob es eine Nachnutzung des Gebäudes gibt, ist noch ungewiss.

- Heizkraftwerk Stuttgart-Gaisburg: Das von der EnBW mit Steinkohle bzw. Heizöl betriebene Fernwärme-Kraftwerk liegt ebenfalls am Neckarufer. Es umfasst zwei Blöcke und eine Gasturbinen-Anlage. Die beiden Schornsteine sind 160 und 125 Meter hoch. In den 1980ern wurden die früheren Benson-Kessel durch moderne Anlagen mit Entschwefelung und Wirbelschichtkesseln ersetzt. Zum Kraftwerk Altbach/Deizisau existiert eine Fernwärmeleitung. Pläne für ein weiteres Kohlekraftwerk (Gaisburg III) wurden 1988 eingemottet. Das Kraftwerk wurde bis Anfang 2020 durch einen kleineren Neubau an gleicher Stelle ersetzt. Das alte Kraftwerk soll abgerissen werden.

## Schulen
Gaisburg kann auf eine etwa 400-jährige Schulgeschichte zurückblicken. Heute befindet sich in Gaisburg die staatliche Grundschule Gaisburg.

## Wappen
| Wappen von Gaisburg | Blasonierung: „In Gold auf grünem Dreiberg eine schwarze Geiß.“ |
| Wappen von Gaisburg | Wappenbegründung: Das Motiv ist seit 1768 auf Siegelbildern nachgewiesen; das älteste bekannte Siegel des Ortes stammt aus dem 18. Jahrhundert und zeigt eine Ziege auf einem Berg. Die Komposition erscheint auch in einem Schild in einem Siegel aus dem 19. Jahrhundert. Ein weiteres Siegel aus dem 19. Jahrhundert zeigt nur eine springende Ziege, keinen Berg. Siegel aus dem späten 19. Jahrhundert zeigen wieder das Wappenbild. Das Wappen ist ein redendes Wappen, eine Ziege (Geiß/Gais-) auf einem Berg (Berg/-burg). |

## Denkmäler
Eine Gedenktafel an der Haltestelle „Brendle (Großmarkt)“ erinnert an die sogenannte „Katastrophe von Gaisburg“, als bei einem Luftangriff im April 1943 das nahe gelegene Kriegsgefangenenlager getroffen wurde und dabei 434 Personen umkamen.

## Söhne und Töchter Gaisburgs
- Friedrich Haerlin (1857–1941), Hotelier
- Karl Frech (1883–1945), Kunstmaler, Zeichner und Graphiker